# Гончарный круг

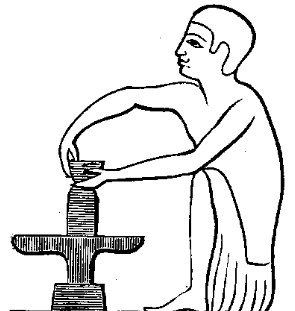
Ручной гончарный круг, иллюстрация из Библейской энциклопедии, 1903 год.

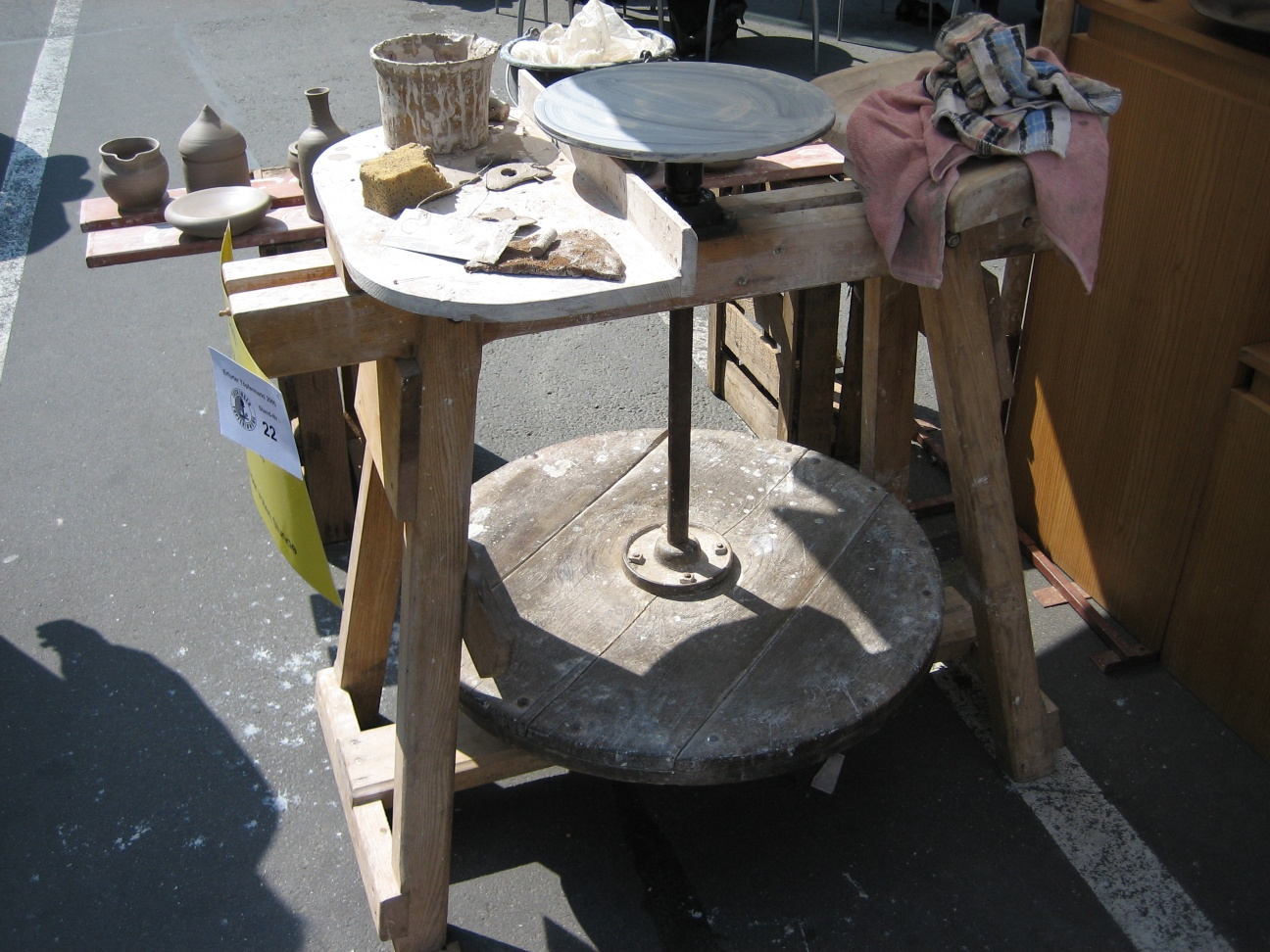
Ножной гончарный круг

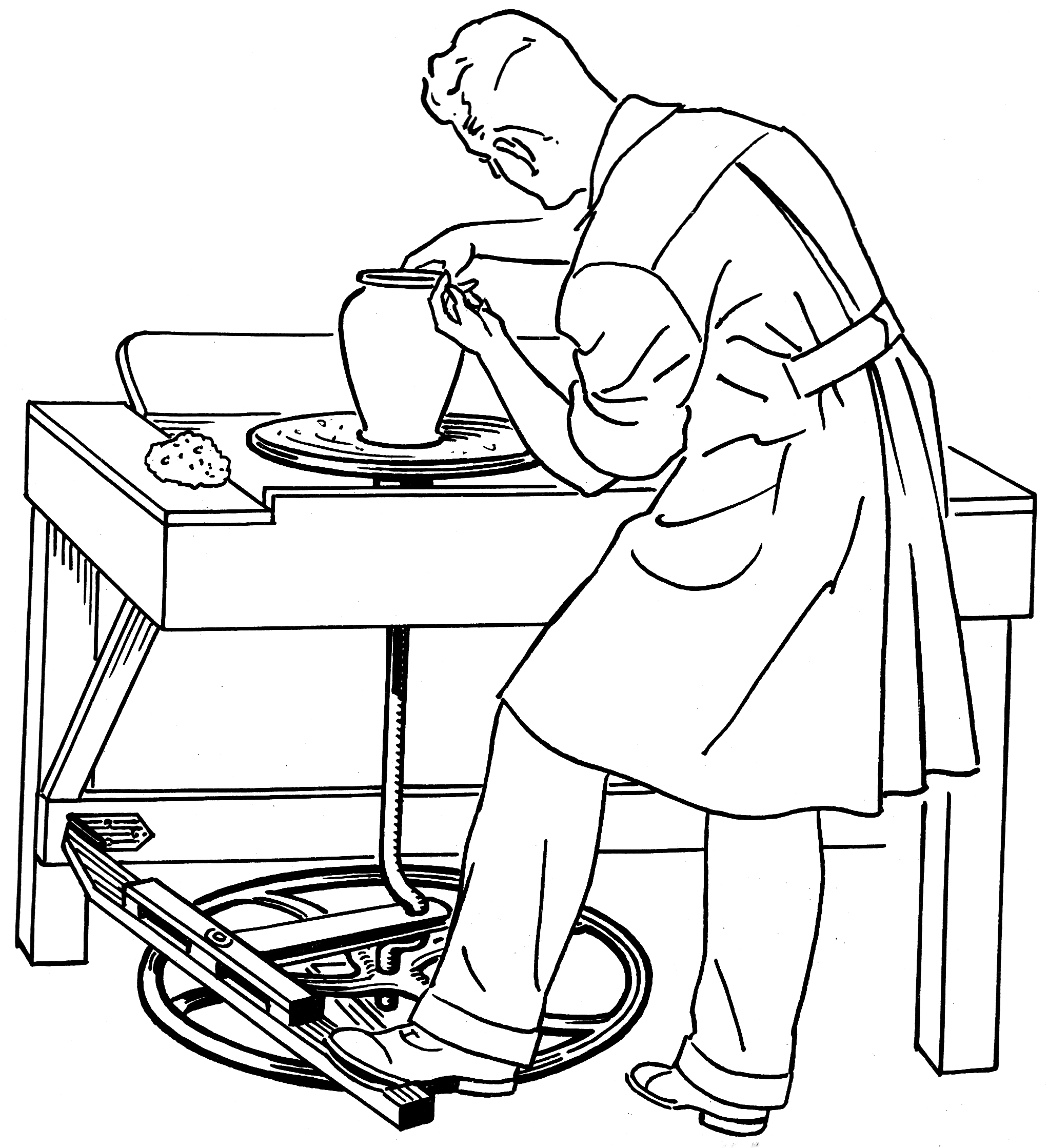

Гончарный круг, Гончарный стан, Гончарный станок, Гончарный стол — круг на стойке, на оси, устройство для изготовления (формования) посуды из сырой глины, позволяющий использовать инерцию вращения для создания симметричной формы изделий (так называемых тел вращения) и повышения производительности труда.
Ручной гончарный круг (кружа́ло), на гончарном стане (станке), одной рукой вращают на вертикальной оси, другой — формуют изделие. Ножной гончарный круг приводят в движение с помощью махового колеса, расположенного внизу, которое вращают ногами. При этом обе руки гончара остаются свободными, что позволяет формовать изделия не только налепами, как на ручном гончарном круге, но и вытягивать из цельной массы глины. Изобретение и распространение гончарного круга привело к появлению и обособлению специалистов-гончаров. В современном производстве керамики гончарные круги почти не используются. В настоящее время в практике керамических мастерских и студий керамики почти исключительно применяются гончарные круги с электрическим приводом. Основная конструкция гончарного круга практически не изменилась с древнейших времен, изменения затронули в основном тип привода.

## История
В разных странах гончарный круг начал использоваться с:
- Месопотамия, Древний Египет, Индия — 4-е — 2-е тыс. до н. э.;
- Иран, Средняя Азия, Греция, Китай — 2-е тыс. до н. э.;
- Западная Европа — Гальштатская и Латенские культуры I тыс. до н. э.
- Восточная Европа — Пшеворская (II век до н. э.) и Черняховская культура (III век). Однако с приходом славян Пражской культуры гончарный круг забывается и появляется вновь лишь в VIII веке (Лука-Райковецкая культура)
- Скандинавия — XII век;
- В Америке гончарный круг не был известен до появления европейцев (см. индейская керамика).

### Ручной гончарный круг
Сложно сказать, как именно появился на свет прообраз этого круга. Конструктивно он представлял маховик, закреплённый на короткой оси, и вращался при помощи рук. Так как формовка изделия идет за счёт рук, то применялись массивные планшайбы-маховики, которые длительное время обеспечивали устойчивое вращение. В более развитом варианте для вращения планшайбы использовался труд помощника (или рабов). В России начинающие гончары иногда использовали прямой аналог этого древнего круга — лепили на круге «Здоровье» (два штампованных стальных диска, соединённых короткой осью, а между ними в канавках — стальные шарики).

### Ножной механический круг
Развитием ручного привода послужило разделение и разнесение по высоте планшайбы и маховика, что позволило опустить маховик столь низко, что его стало удобно раскручивать при помощи ног. В различных вариантах такой круг применяется и в наши дни. Конструктивно они выполнялись из дерева, в качестве смазки для вращающихся частей использовался дёготь.

Так и горшечник, который сидит над своим делом и ногами своими вертит колесо (Сирах. 38:32)

## Гончарные круги с электроприводом
По типу передачи:
- с фрикционным электроприводом.

Пропуская эпоху использования животных в качестве привода и появление первых паровых двигателей, перенесемся в эпоху электропривода. Взяв за основу ножной механический круг, кто-то подручными средствами приспособил к нему электромотор. Мотор был закреплён не жёстко, на его вал был надет резиновый ролик. При нажатии на педаль, мотор поворачивался, и резинка мотора начинала постепенно раскручивать маховик. Удерживая или отпуская педаль, можно добиться заданной скорости вращения. Аналогичная конструкция привода использовалась в первых автомобилях Г.Форда. Для подтормаживания тяжёлого маховика был введён новый элемент — ножной тормоз. Преимущество подобных кругов — их высокая надёжность и низкая стоимость. Недостатками же являются возникновение больших напряжений в фрикционных роликах при передаче большого крутящего момента, вследствие чего необходимо либо применять громоздкую систему с жидкостной передачей, либо ролики при сухом трении будут относительно быстро изнашиваться. Также сложности возникают при регулировке оборотов — поддержание заданных оборотов в данной схеме возможно только с применением дорогостоящих частотных регуляторов. Разновидностью фрикционного привода является привод с так называемым обкатным роликом (аналогично приводу грампластинки в электропроигрывателях 70..80-х годов).
- с редуктором и(или) ременной передачей.

В качестве электропривода используется высокооборотный коллекторный мотор постоянного или переменного тока с электронной схемой регулировки оборотов. На выходном валу двигателя монтируется компактный планетарный редуктор, от которого в свою очередь приводится во вращение и сама планшайба. Ременная передача является связующим звеном между планшайбой и редуктором. При достаточных габаритах круга необходимый передаточный момент обеспечивается только ременной передачей.
Преимущества такой схемы — простота управления коллекторным двигателем, пониженный вес конструкции по сравнению с фрикционной передачей. Недостатком является износ щеток в коллекторном узле двигателя (хотя ресурс щеток в современных двигателях достигает до 10 лет) и повышенный уровень шума узла мотор-редуктор (если он применяется в данной схеме).
- прямой привод.

Развитие электронной силовой техники и микропроцессоров позволили сделать доступными по цене бесколлекторные двигатели на постоянных магнитах. Главной особенностью гончарного круга с таким приводом является отсутствие какого-либо передаточного/промежуточного устройства между мотором и планшайбой. Т.е планшайба сидит на одной оси с ротором бесколлекторного двигателя. Такая возможность обеспечивается вследствие высокого крутящего момента двигателя. Это дает максимально простую конструкцию самого гончарного круга, снижение его веса и габаритов, обеспечение пониженного уровня шума, получение любой фиксированной скорости вращения планшайбы.
В двигателе нет изнашивающихся частей, как например, в коллекторных э/двигателях. Для обеспечения максимальной электробезопасности круг питается от сетевого трансформаторного блока питания постоянный тока (выходное напряжение 36В.). В полевых условиях, или при отсутствии сетевого напряжения, круг может питаться от соединённых последовательно трёх автомобильных аккумуляторов. При этом время непрерывной работы может составить до 8 часов.
В современных электрических гончарных кругах скорость вращения плавно регулируется, обычно в пределах от 0 до 200 оборотов в минуту — для начинающих, и от 0 до 400 оборотов в минуту — для профессионалов, когда необходима высокая скорость формовки. Кроме того, можно изменять направление вращения планшайбы: для правшей — против часовой стрелки, для левшей — по часовой стреле.

### Основные требования к современным электрическим гончарным кругам

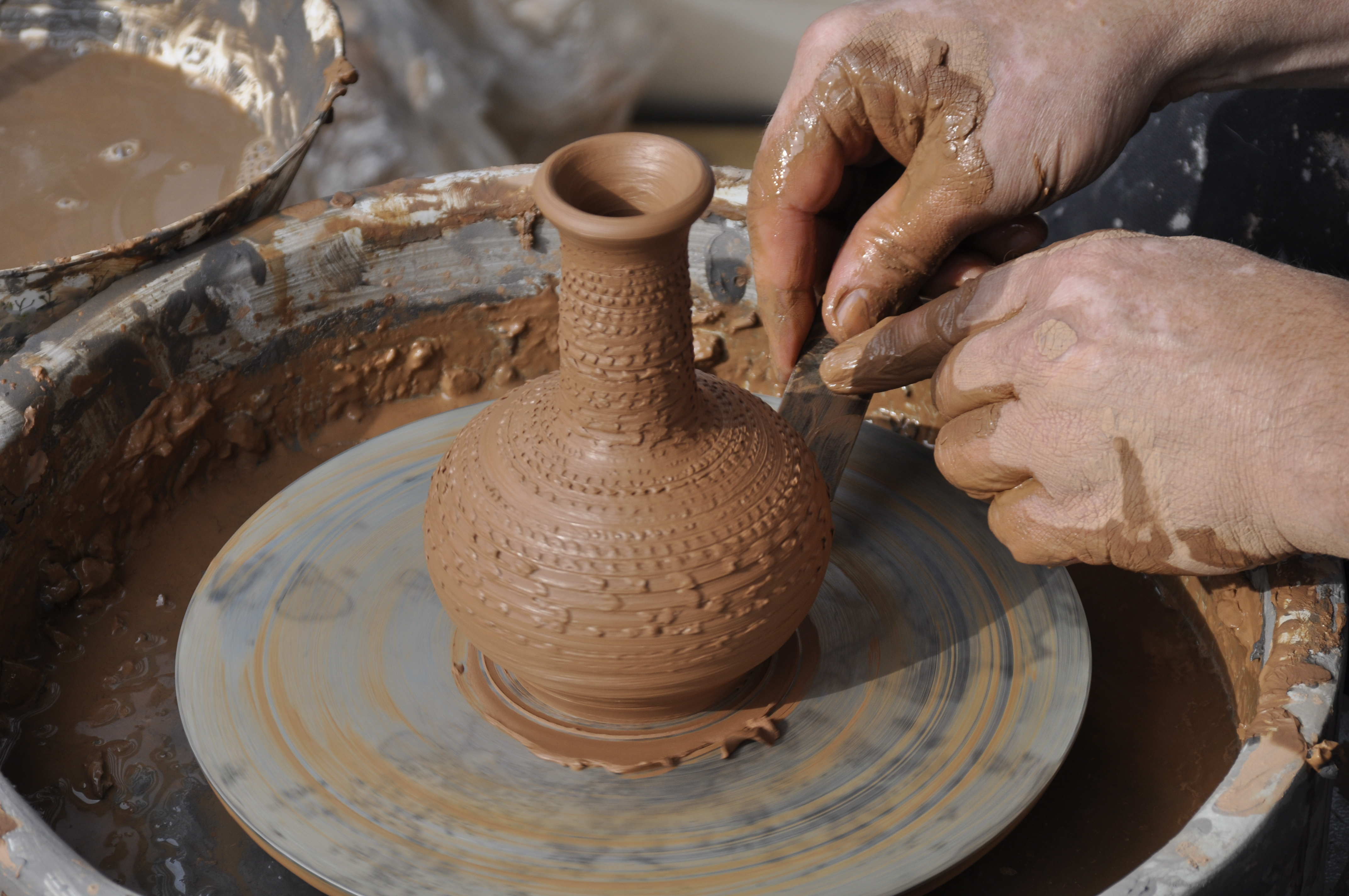
Работа за гончарным кругом.

- электробезопасность — применение электроприводов, работающих от постоянного напряжения 12..36 вольт. Желательна гальваническая развязка двигателя с корпусом круга.
- надёжность и ремонтопригодность — то есть минимум конструктивных деталей, максимальная их жёсткость и надёжность, легкость и доступность при ремонте.
- компактность и легкость, сочетаемые с высокой устойчивостью круга.
- эргономичность — обеспечение высокого уровня комфорта при длительной работе за кругом, возможность работать как сидя, так и стоя, отсутствие разбрызгивания глиняной жижки по сторонам (наличие чаши).
- бесшумность — самый сложный параметр, так как применение электропривода изначально приводит к повышенному шуму. Самый низкий уровень шума у моделей с прямым приводом, но они дороги и поэтому пока не получили широкого распространения.